# Pleasant Plains (Illinois)
Pleasant Plains és una població dels Estats Units a l'estat d'Illinois. Segons el cens del 2000 tenia 777 habitants.

## Demografia
Segons el cens del 2000, Pleasant Plains tenia 777 habitants, 297 habitatges, i 237 famílies. La densitat de població era de 241,9 habitants/km².
Dels 297 habitatges en un 42,1% hi vivien nens de menys de 18 anys, en un 65,7% hi vivien parelles casades, en un 12,5% dones solteres, i en un 20,2% no eren unitats familiars. En el 19,5% dels habitatges hi vivien persones soles el 10,4% de les quals corresponia a persones de 65 anys o més que vivien soles. El nombre mitjà de persones vivint en cada habitatge era de 2,62 i el nombre mitjà de persones que vivien en cada família era de 2,99.
Per edats la població es repartia de la següent manera: un 29% tenia menys de 18 anys, un 7,5% entre 18 i 24, un 28,4% entre 25 i 44, un 22,4% de 45 a 60 i un 12,7% 65 anys o més.
L'edat mediana era de 37 anys. Per cada 100 dones de 18 o més anys hi havia 89,7 homes.
La renda mediana per habitatge era de 46.053 $ i la renda mediana per família de 51.111 $. Els homes tenien una renda mediana de 38.482 $ mentre que les dones 25.446 $. La renda per capita de la població era de 18.714 $. Aproximadament el 3,5% de les famílies i el 2,9% de la població estaven per davall del llindar de pobresa.

## Poblacions més properes
El següent diagrama mostra les poblacions més properes.